# 裏白艾納香
台北艾纳香（学名：Blumea formosana），又名裏白艾納香，为菊科艾纳香属的植物。分布于台灣本島以及中国大陆的福建、江西、广东、湖南、广西、浙江等地，生长于海拔150米至1,000米的地区，多生于低山山坡、溪边、草丛和林下，目前尚未由人工引种栽培。
其种加词“formosana”意为“台湾的”。